# Derelys Perdue
Pour les articles homonymes, voir Perdue (homonymie).
Derelys Perdue, née le 22 mars 1902 et morte le 30 septembre 1989, est une danseuse et actrice du cinéma muet. Elle fut populaire pendant les années 1920.

## Enfance
Derelys Perdue, est née à Kansas City, dans le Missouri, où elle obtient son diplôme d'études secondaires et fréquente ensuite une école privée pour filles.

## Carrière
Derelys Perdue commence sa carrière par la danse, qu'elle pratique depuis l'âge de 6 ans et qui lui permit de se faire connaître. Elle arrive à Los Angeles en 1919 après un engagement avec les danseurs de Marion Morgan.
Hollywood la remarque une première fois dans un opéra, Attila and the Huns (avec Ramón Novarro dans le rôle d'Attila, Derelys Perdue y jouant un des Huns).
Tout au long de sa carrière, elle est surtout remarquée pour son talent de danseuse, mettant en scène de nombreuses danses et ballets en solo dans les principaux théâtres de Los Angeles et supervisant des longs métrages terpsichoréens dans des films. Elle a arrangé et supervisé les grands épisodes de danse dans Man, Woman & Marriage (en) d'Allen Holubar, Conquering Power de Rex Ingram en 1921 et A Small Town Idol de Mack Sennett, la même année et qui compte Novarro dans sa distribution. Elle a dansé et joué un rôle important dans trois productions d'Olive Thomas Triangle. Elle a donné trois danses en solo et a joué l'un des rôles vedettes avec Grace Darmond dans la série de Warner Brothers, The Jungle Adventures. En 1922, elle aurait eu de très mauvaises relations avec Grace Darmond, avec qui elle partageait l'affiche de A Dangerous Adventure. Les deux femmes se seraient battues pour de vrai dans plusieurs scènes, allant même jusqu'à presque s'arracher les cheveux.
Perdue a joué un rôle important dans la production de Victor Schertzinger, The Kingdom Within en 1922. C'est dans The Bishop of the Ozarks (en) qu'elle a eu sa première très grande opportunité en 1923. Le premier film où elle apparaît au générique date de 1923 et s'intitule Daytime Wives (en). Cette même année, elle est nommée aux WAMPAS Baby Stars.
Cela ne l'empêche pas de contribuer à plusieurs autres films, dont Last Man on Earth (1924). De 1928 à 1929, elle joue ensuite Mrs. Newlywed dans les Newlyweds, une série de courtes comédies. Néanmoins, sa carrière se met à décliner assez rapidement. Son patron, futur père de Joseph Kennedy, insiste pour qu'elle change son nom en Ann Perdue, choix qui lui parait plus raisonnable que Derelys. Elle lui intente un procès qu'elle perd et sa carrière cinématographique prend fin en 1929 avec The Smiling Terror (1929), un serial à bas budget.

## Vie personnelle
Ses aventures sentimentales lui valurent l'attention des journaux. Elle divorça de Louis M. Feldman en 1926, alors que depuis 1923 elle entretenait une liaison deux personnes à la fois, Craig Biddle, fils d'un millionnaire, et Gene Sarazen, un golfeur. En 1924, elle fit aussi une apparition à l'Ambassador Hotel aux bras de Swing Ricker, un journaliste.
Derelys Perdue mourut à Los Angeles à l'âge de 87 ans.

## Filmographie
- 1922 : A Dangerous Adventure
- 1924 : Le Dernier Homme sur terre (The Last Man on Earth) de John G. Blystone